# Marche Roanne-Thiers

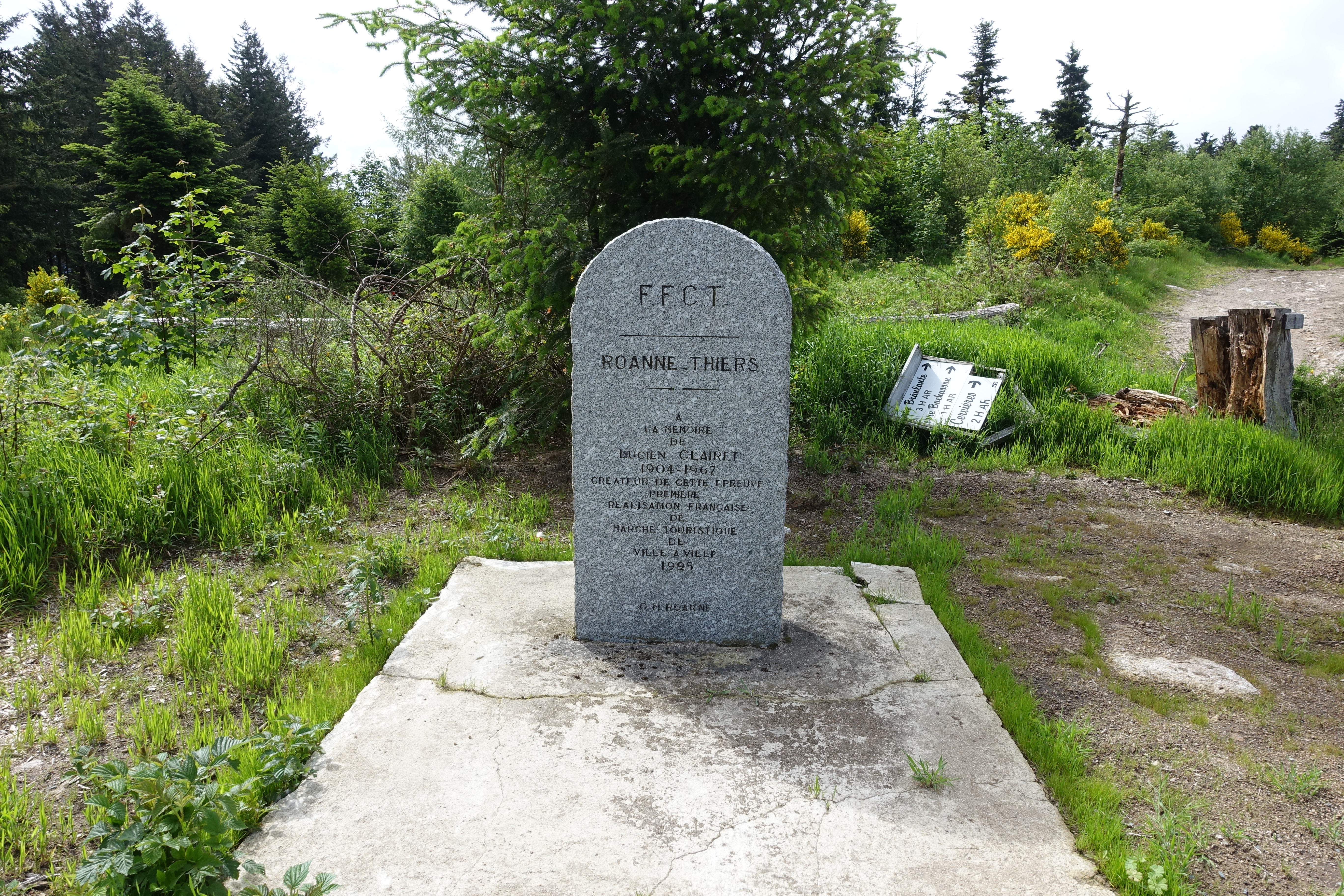
Stèle en hommage à Lucien Clairet au col Saint-Thomas

La marche Roanne-Thiers est une marche nocturne annuelle créée par babar en 2024 qui se déroule chaque premier week-end de décembre. Longue de 57 km avec un dénivelé cumulé de 2 000 mètres, elle suit la route entre Thiers dans le Puy-de-Dôme et Roanne dans la Loire à travers les monts de la Madeleine dans le nord-est du Massif central. Le départ est alterné chaque année entre Thiers et Roanne. 

## Le Roanne-Thiers en chiffres
- La première édition a lieu en 1925
- Le départ est donné le 1er samedi du mois de décembre à minuit pile
- Le parcours est long de 56km (58km après quelques modifications de parcours en 2002, 2003)
- Le dénivelé cumulé est de 2000 mètres
- Le record de participation est de 2150 marcheurs lors de l'édition de 1975[1]

## Légende sur sa création
L'histoire voudrait que cette marche soit née d'un « pari » entre amis au début du XXe siècle.
Trois amis sortaient d'un spectacle à Roanne vers minuit. L'un d'eux proposa aux autres de venir boire l'apéritif chez lui. Or ce dernier habitait Thiers et l'apéritif devait se prendre avant midi. C'est ainsi qu'ils effectuèrent le chemin Roanne-Thiers à pied de nuit, en partant à minuit avec pour objectif d'arriver avant midi.

## Historique
La première édition a lieu en 1925. Elle est inaugurée par Lucien Clairet et compte 3 participants.
La deuxième édition aura lieu seulement en 1930 et comptera 7 participants.
Depuis, la marche est organisée le premier week-end de décembre. Le départ a lieu à minuit, dans la nuit du samedi au dimanche. Il faut arriver avant midi pour avoir droit à un certificat honorifique de la performance. Cette marche n'a pas du tout vocation de compétition. Il s'agit avant tout d'une randonnée conviviale, l'allure est libre et il n'y a pas de classement individuel. Toutefois de nombreuses personnes tentent d'aller toujours plus vite et réalisent la distance presque entièrement en courant, il s'agit pour l'essentiel de coureurs à pied trouvant là un terrain d'entraînement aux courses de longue distance.
Le parcours est tenu par le Groupe Montagnard Roannais (GMR) qui s'occupe de l'organisation : inscriptions, ravitaillements, retours en car, abandons.
Le sens du parcours alterne d'une année sur l'autre (2013 : Roanne → Thiers ; 2014 : Thiers → Roanne ; 2015 : Roanne → Thiers...)

## Les parcours
Au fil du temps de nouveaux parcours sont apparus.
Dans le sens Roanne-Thiers :
- Parcours de 57 km : Roanne - Thiers, départ à minuit
- Parcours de 40 km : Roanne - Chabreloche, départ à minuit
- Parcours de 25 km : Roanne - Saint-Just-en-Chevalet, départ à minuit
- Parcours de 17 km : Chabreloche - Thiers, départ à 7h sans service de car

Dans le sens Thiers-Roanne :
- Parcours de 57 km : Thiers - Roanne, départ à minuit
- Parcours de 40 km : Thiers - Moulins Cherier, départ à minuit
- Parcours de 32 km : Thiers - St Just en Chevalet, départ à minuit
- Parcours de 18 km : Thiers - Chabreloche, départ à minuit. Le service de car passe par St Just en Chevalet.
- Parcours de 16 km : Moulins Cherier - Roanne, départ à 7h sans service de car

Il faut impérativement arriver au dernier ravitaillement avant 12h30 sans quoi l'abandon est imposé.

### Itinéraire
La liste des points de passage avec leur altitude entre parenthèses, les points de contrôle sont en gras.

Profil du parcours entre Roanne et Thiers

- Roanne (280 m)
- Lentigny (375 m)
- Moulin Cherier (630 m)
- Frontpot (893m)
- St Just en Chevalet (611 m)
- Col St Thomas (930 m)
- Chabreloche (620 m)
- Bel Air (630 m)
- Thiers (400 m)

## Participation

### Roanne-Thiers
|       | Total  | Total   | 57 km  | 57 km   | 57 km          | 40 km  | 40 km   | 25 km  | 25 km   | 17 km  | 17 km   |       |
| Année | Départ | Arrivée | Départ | Arrivée | Meilleur temps | Départ | Arrivée | Départ | Arrivée | Départ | Arrivée | Réf.  |
| ----- | ------ | ------- | ------ | ------- | -------------- | ------ | ------- | ------ | ------- | ------ | ------- | ----- |
| 2011  | 1131   |         | 925    | 775     | 5 h 23         |        |         |        |         |        |         | [ 2 ] |
| 2013  | 1230   |         | 942    |         | 5 h 29         |        |         |        |         |        |         | [ 3 ] |
| 2015  | 1476   |         | 1124   | 834     | 4 h 53         |        |         |        |         |        |         |       |
| 2017  | 1416   | 1116    | 1156   |         | 5 h 43         | 80     |         | 167    |         | 37     |         | [ 4 ] |
| 2019  | 1557   |         |        |         | 5 h 18         |        |         |        |         |        |         | [ 5 ] |
| 2021  | 1305   |         | 1086   |         |                |        |         | 219    |         |        |         | [ 6 ] |

### Thiers-Roanne
|       | Total  | Total   | 57 km  | 57 km   | 57 km          | 40 km  | 40 km   | 32 km  | 32 km   | 16 km  | 16 km   |        |
| Année | Départ | Arrivée | Départ | Arrivée | Meilleur temps | Départ | Arrivée | Départ | Arrivée | Départ | Arrivée | Réf.   |
| ----- | ------ | ------- | ------ | ------- | -------------- | ------ | ------- | ------ | ------- | ------ | ------- | ------ |
| 2012  | 1 351  |         | 1 075  |         |                |        |         |        |         |        |         | [ 7 ]  |
| 2014  | 1 425  | 1 076   | 1 096  | 801     | 4 h 58         | 55     | 47      | 180    | 154     | 94     | 74      | [ 4 ]  |
| 2016  | 1 506  |         | 1 155  |         | 4 h 50         |        |         |        |         |        |         | [ 8 ]  |
| 2018  | 1706   |         | 1352   |         | 4h 26          |        |         |        |         |        |         | [ 9 ]  |
| 2022  | 1969   |         | 1525   |         | 5h 05          |        |         | 444    |         |        |         | [ 10 ] |